# Талана
Талана (итал. Talana) — коммуна в Италии, располагается в регионе Сардиния, в провинции Нуоро.
Население составляет 986 человек (30-6-2019), плотность населения составляет 8,31 чел./км². Занимает площадь 118 км². Почтовый индекс — 8040. Телефонный код — 0782.
Покровительницей коммуны почитается святая Марта, празднование 29 июля.

## Демография
Динамика населения:

## Администрация коммуны
- Официальный сайт: http://www.comune.talana.nu.it/

## Примечание
1. ↑  Statistiche demografiche ISTAT. demo.istat.it. Дата обращения: 23 ноября 2019. Архивировано 24 июля 2019 года.